# Josef Schaupper
Josef Schaupper, né le 3 août 1963 et mort le 11 novembre 2000 au Kitzsteinhorn, est un skieur alpin autrichien Sourd.

## Accident mortel

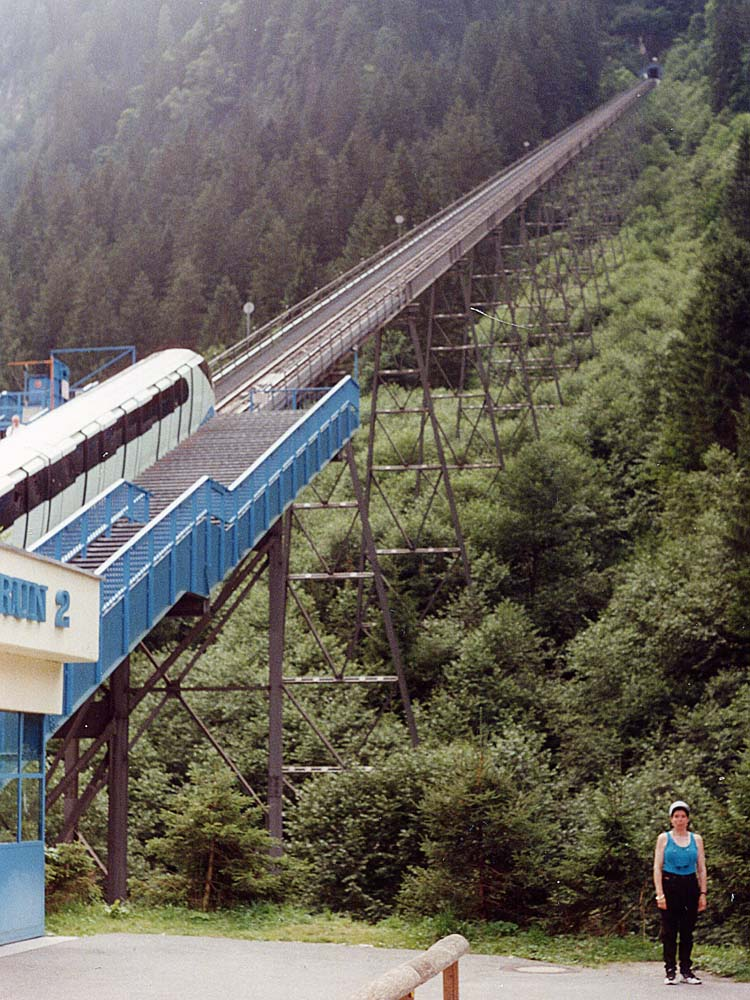
Entrée du tunnel quelques semaines avant l'incendie

La matinée du samedi 11 novembre 2000, Josef Schaupper avec ses amis sportifs sourds Sandra Mayr (22 ans), Karl Hutegger (25 ans) et Stephan Mohr (16 ans) se rendent au glacier de Kitzsteinhorn par le funiculaire de Kaprun. Malheureusement, Josef et ses amis sont au nombre des 155 personnes qui trouvent la mort dans l'incendie du véhicule,.
Une stèle commémorative est inaugurée le 5 février 2011 à Goldegg en hommage à Josef Schaupper,.

## Deaflympics d'hiver
- Deaflympics d'hiver de 1987
  -  Médaille d'Or sur l'épreuve du Slalom parallèle
  -  Médaille d'argent sur l'épreuve du Slalom
  -  Médaille de bronze sur l'épreuve du Descente
- Deaflympics d'hiver de 1995
  -  Médaille d'argent sur l'épreuve du Super-G
  -  Médaille d'argent sur l'épreuve du Slalom géant
- Deaflympics d'hiver de 1999
  -  Médaille d'argent sur l'épreuve du Slalom
  -  Médaille de bronze sur l'épreuve du Super-G